# جورج هودجز
جورج هودجز (بالإنجليزية: George Hodges)‏ هو عالم عقيدة أمريكي، ولد في 1856 في رومي في الولايات المتحدة، وتوفي في 1919.